# Биррский синод
Биррский синод (англ. The Synod of Birr) — состоявшийся в Бирре в 697 году поместный собор кельтской церкви Ирландии. На нём по инициативе святого Адомнана был принят свод законов (др.‑ирл. Cáin Adomnáin).

## Описание
Биррский синод был созван по инициативе аббата Айоны святого Адомнана. Значительную помощь ему оказал его родственник, верховный король Ирландии Лоингсех мак Энгуссо. Они приложили много усилий, включавших и угрозы отлучения от Церкви и начала военных действий, чтобы добиться прибытия на синод наиболее влиятельных лиц Ирландии того времени. По мнению современных историков, подобное собрание стало возможно только благодаря авторитету его организаторов — святого Адомнана и верховного короля Лоингсеха мак Энгуссо.
Местом проведения синода был избран мунстерский монастырь в селении Бирр. Предполагается, что такой выбор был вызван нахождением обители вблизи схождения ирландских пятин, то есть, на границе северной («половины Конна») и южной («половины Муга») частей острова. Это, вероятно, должно было символизировать равенство участников собрания.
В Биррском синоде участвовали сорок представителей духовенства и пятьдесят один светский правитель не только из Ирландии, но и из Британии. Среди присутствовавших здесь церковных лиц были епископ Армы Фланн Фебла, автор жития святого Патрика Муирьху мокку Махтени и епископ пиктов Куретан. Большинство светских правителей Ирландии того времени также посетили это собрание. В том числе, среди них были верховный король Ирландии Лоингсех мак Энгуссо, будущий король Кенел Конайлл Конгал Кеннмагайр, король Айлеха Фланн мак Маэл Туйле, король Мунстера Этерскел мак Маэл Умай, король Осрайге Ку Херка мак Фаэлайн, король Лагора Ниалл мак Кернайг Сотал, король Лейнстера Келлах Куаланн, будущий правитель Коннахта Келлах мак Рогаллайг, король Миде Мурхад Миди, король Бреги Иргалах мак Конайнг Куйрре и король Ульстера Бекк Байррхе. Из британских правителей на синоде находились короли Дал Риады Ферхар II и Эохайд II, а также король пиктов Бруде IV.
На Биррском синоде был принят свод законов, разработанный Адомнаном и получивший по своему автору название «Закон Адомнана». В нём на светских владетелей возлагалась обязанность обеспечивать неприкосновенности жизни и имущества лиц, не участвовавших в военных действиях. В случае нарушения этих правил на виновного должен был быть наложен штраф, пропорциональный нанесённому им ущербу. «Закон Адомнана» распространялся на представителей духовенства, женщин и детей. Благодаря своему содержанию, этот свод правил известен также и как «Закон невинных» (лат. Lex Innocentium).
Сохранилось несколько средневековых документов, содержащих текст принятых на Биррском синоде решений. Особую ценность представляет список гарантов соблюдения «Закона Адомнана», достоверность которого подтверждается правильностью перечисленных здесь лиц. В нём упомянуты большинство ирландских владетелей того времени. Это важный исторический источник о государственном устройстве Ирландии конца VII века.
Синод в Бирре — уникальный случай в истории раннесредневековой Ирландии, когда столь важное решение принималось единодушным одобрением такого большого числа участников.